# Моймир I

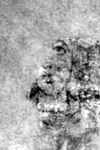
Моймир I. Фреска в Зноємській ротонді

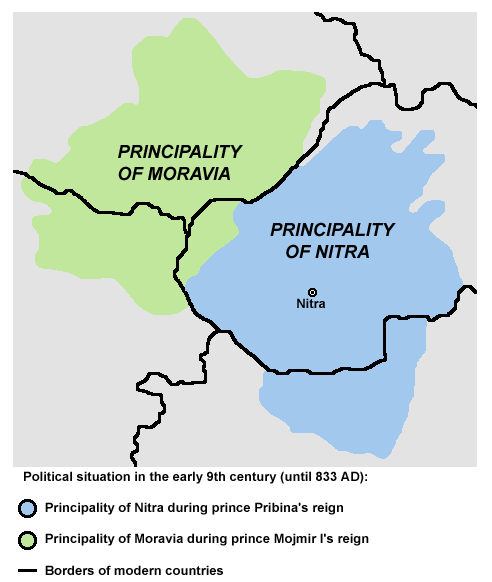

Князь Моймир I (близько 795 — 846) — історично достовірний князь Моравського князівства (близько 818–846), князь Великої Моравії (830—846). Заснував династію Моймировичів.

## Біографія

### Шлях до влади
До 830 року князь Моймир на північній Мораві, лівій притоці середнього Дунаю, підкорив своїй безпосередній владі навколишні слов'янські князівства й жупи на середньому Дунаї.
Вперше назва Моравія згадується в західних джерелах в 822 році, коли посли мораван, серед інших послів слов'ян, прибули до двору імператора Франкської держави Людовика I Благочестивого, проте чи був вже тоді Моймир I князем, точно не відомо.

### Церковна політика
Для поширення християнства в Моравії король Східно-Франкського королівства Людовик II Німецький у 829 році передав землі мораван під юрисдикцію єпископства Пассау. Князь Моймир підтримував християнських місіонерів, сприяючи поширенню християнства. У 831 році єпископ Регінар Пассауський хрестив Моймира I і всіх мораван.

### Князювання
Він визнав над собою сюзеренітет (номінальне верховенство) франкських імператорів, але зберігши повну політичну автономію. 833 року завоював Князівство Нітра на території сучасної західної частини Словаччини, якою правив князь Прібіна. Так утворилася Велика Моравія, яка згодом перетворилася на королівство Велика Моравія.
У 846 році між Моймиром I і Людовиком II Німецьким стався конфлікт: король Східно-Франкського королівства звинуватив мораван у намірі відколотися, вторгся в Моравію, повалив Моймира і поставив новим князем його племінника Ростислава. Відомостей про подальшу долю Моймира I немає.
846 року Великоморавія була успадкована племінником Моймира Ростиславом.